# Optical Storage Technology Association
La Optical Storage Technology Association (OSTA), en español Asociación Tecnológica de Almacenamiento Óptico, es una asociación de comercio que promueve el uso de productos y tecnologías ópticas de grabación, y más notablemente es la responsable de la creación y mantenimiento de las especificación UDF (Formato de Disco Universal, por sus siglas  en español). Representando más del 85% de los envíos de fabricantes y revendedores de productos ópticos grabables a nivel mundial, fue incorporada (constituida como empresa) en 1992.
En 2007, la OSTA lideró una campaña para alentar a las familias y a los fotógrafos a que hicieran copias de seguridad de sus fotografías digitales en discos compactos (CD). Ya que se estima que uno de cada siete discos duros de computadora se rompen durante el primer año, la OSTA cree que es peligroso fiarse meramente en almacenar fotografías irremplazables en un disco duro únicamente. Los discos ópticos (CD, DVD, BD), son una manera económica y confiable de hacer copias de seguridad de fotografías y de hacer copias adicionales para una mayor protección y para compartir fotografías con otros.